# La dame blanche
La dame blanche (deutsch: Die weiße Dame) ist eine Oper in drei Akten des französischen Komponisten François-Adrien Boieldieu (1775–1834). Sie wurde am 10. Dezember 1825 an der Opéra-Comique in Paris uraufgeführt und gilt als eine der wichtigsten französischen Opern und Hauptwerk der Gattung Opéra-comique.

## Handlung

### Vorbemerkung
Das Libretto stammt von Eugène Scribe, der seine Inspiration aus fünf Romanen des schottischen Schriftstellers Sir Walter Scott bezog, inklusive der Novellen The Monastery und Guy Mannering.
La dame blanche war ganz der Restauration der Aristokratie im postrevolutionären und postnapoleonischen Frankreich verpflichtet. Am Ende des Stückes wird die Wiederherstellung der alten Ordnung und Besitzverhältnisse gefeiert. Anna und Gaveston stellen die gute und die böse Alternative im Umgang mit adeligem Besitz dar. In der Idyllisierung des Landlebens spiegelt sich die Strömung des petit-bourgeois als Äquivalent des Wiener Biedermeier.

### Erster Akt
Vor dem Pachthof Dicksons
Der junge Offizier Georges Brown kommt ins Dorf Avenel, als beim Pächter Dikson und seiner Frau Jenny die Taufe ihres Sohnes vorbereitet wird. Da der als Pate bestimmte Friedensrichter erkrankt ist, bitten sie George die Patenschaft zu übernehmen. Die Pächtersfrau Jenny singt beim Festmahl die Ballade von der weißen Frau, die im Schlosse spuken soll, und die Brown an manche Vorgänge seiner Jugend erinnert. Der Pächter behauptet, die weiße Frau nicht nur gesehen, sondern sogar einen Beutel voll Gold von ihr erhalten zu haben. Er hat dafür gelobt, allzeit ihrem Rufe zu gehorchen, gerät aber in arge Verlegenheit, als ihm jetzt auf geheimnisvolle Weise ein Brief von ihr in die Hände gelangt, der ihn an sein Gelübde mahnt und auf das Schloss ruft. Diese abenteuerliche Aufforderung lockt den Offizier, der sich bereit erklärt, an Stelle des ängstlichen Pächters dem Ruf der Weißen Dame zu folgen.

### Zweiter Akt
Saal im Schloss des Grafen Avenel
Der Schlossverwalter Gaveston will das alte Schloss versteigern und fordert von Anna Schriftstücke, die ihr die letzte Herrin von Avenel auf dem Totenbette in Verwahrsam gegeben hat. Anna verweigert sie ihm aber. An Stelle des Pächters Dickson meldet sich jetzt Georg Brown zu Gast. Der alten Marguerite fällt seine Ähnlichkeit mit den Avenels auf. Gaveston gewährt ihm nur widerwillig Gastfreundschaft. In der Nacht erscheint Georges das Gespenst der Weißen Dame. Es ist Gavestons Mündel Anna. Sie bittet ihn, sich bei der Versteigerung des Schlosses einzufinden und dabei alles zu tun, was ihm geheißen werde. Er verspricht es, denn die Gestalt erzählt ihm von seiner Verwundung auf dem Schlachtfeld, und dass ihn ein fremdes Mädchen dort gepflegt habe. Anna selbst ist diese Pflegerin, und Brown hat sich damals schon in sie verliebt. Am anderen Morgen finden sich alle Dorfleute bei der Versteigerung ein, um zu verhindern, dass das alte Stammschloss in Gavestons Hände gelangt. Obwohl er kein Geld hat, überbietet Georg Brown auf geheimnisvollen Befehl der Weißen Dame den Schlossverwalter.

### Dritter Akt
Ahnensaal des Schlosses
Der neue Schlossherr wird von den Leuten des Dorfes als Retter gefeiert. Lieder aus ihrem Munde erinnern ihn an seine Jugend und er erkennt jetzt auch in Marguerite seine Kinderfrau wieder. Nun erscheint Gaveston, um die Kaufsumme zu fordern. Mit Schuldhaft bedroht, zweifelt Brown an einer glücklichen Lösung. Im letzten Augenblick kommt die Weiße Dame mit dem Familienschatz der Avenels zu Hilfe. Gaveston reißt ihr ergrimmt den Schleier vom Gesicht und erkennt sein Mündel Anna. Diese legitimiert Georg Brown durch den Ahnenschatz der Avenels und die ihr anvertrauten Schriftstücke als den echten Sprössling des letzten Schlossherrn. Während Gaveston als entlarvter Erbschleicher Schloss und Gegend wütend verlässt, reicht Georg Brown der wiedergefundenen Pflegerin die Hand zum Ehebunde.

## Musik
Boieldieu verarbeitete in seiner Oper Folklore und lyrische Stücke vermischt mit romantischer Phantastik, indem er die musikalischen Stilmittel der neuen Epoche nutzte. Neben einfachen Strophenliedern wie in Jennys Ballade über die Weiße Frau oder Marguerites sentimentaler Spinnrad-Arie, in welcher die Musik die Bewegungen des Spinnrads abbildet, gibt es raffinierte Ensemble-Szenen wie das Finale des 1. Aktes, wo ein Gewitter im Anzug ist. Stürmisch braust die Musik in chromatischen Tönen und sich verschiebenden Septakkorden, mit den Blitzschlägen des Piccolo und dem Donner der Pauke durchsetzt. Im Finale des 2. Aktes mit der von Mac-Irton geleiteten Versteigerung des Schlosses ist die Dramatik kaum zu überbieten. Während immer höhere Summen geboten werden, steigert sich die Musik mit unwiderstehlicher Kinetik, gefolgt von abruptem Wechsel der Tonart und effektvollen Einsätzen des Chores, wenn etwas Unverwartetes passiert. Die Harfe spielt in der Oper eine wichtige Rolle als Begleiterin der Weißen Dame. Die Holzbläser werden sehr subtil eingesetzt, während die Streicher aus ihrem vollen technischen Repertoire schöpfen. Dadurch erhält die Musik eine außerordentliche Farbe und Geschmeidigkeit und sprüht zugleich von einfacher Spontaneität und Raffiniertheit.
La dame blanche weist typische Elemente der Romantik in ihrer gotischen Ausprägung auf, mit einer exotischen schottischen Ortschaft, einem verlorenen Erben, einem mysteriösen Schloss, einem versteckten Schatz und einem guten Geist. Der Stil der Oper beeinflusste die Opern Lucia di Lammermoor, I puritani und La jolie fille de Perth. La dame blanche war einer der ersten Versuche, die Fantasie in die Oper zu bringen. Sie war auch Vorbild für Werke wie Giacomo Meyerbeers Robert le diable und Charles Gounods Oper Faust.
Die Uraufführung fand am 10. Dezember 1825 an der Opéra-Comique in Paris statt. Sie hatte großen Erfolg und wurde zum Standardwerk des Opernrepertoires im 19. Jahrhundert in Frankreich und Deutschland. Nachdem es bereits 1826 eine Erstaufführung in deutscher Sprache gegeben hatte, entstand in Wien auch eine Parodie des Werks unter dem Titel Die schwarze Frau von Adolf Müller senior (Musik) und Karl Meisl (Libretto). Wilhelm Reuling komponierte sechs Walzer zu Motiven aus der Oper.
La dame blanche wird heutzutage nur noch selten einstudiert. In Frankreich wurde sie durch Marc Minkowski neu aufgeführt sowie auf CD eingespielt, doch gibt es auch einige frühere auf Schallplatte erschienene Tonaufzeichnungen.
Die Tenorarie von Georges Brown, „Viens, gentille dame“, war schon im damaligen Paris ein Gassenhauer und wird auch heutzutage am häufigsten vorgetragen.

## Ausstattung

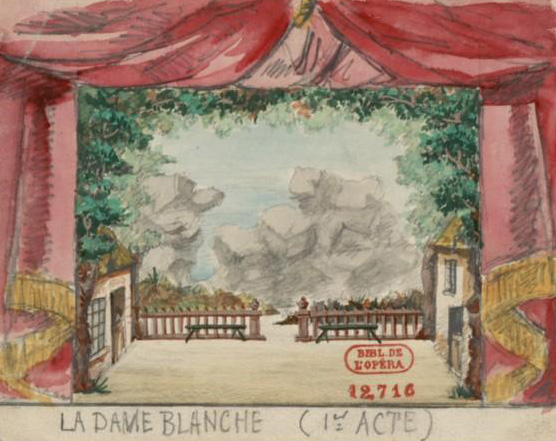
Dekoration des ersten Akts
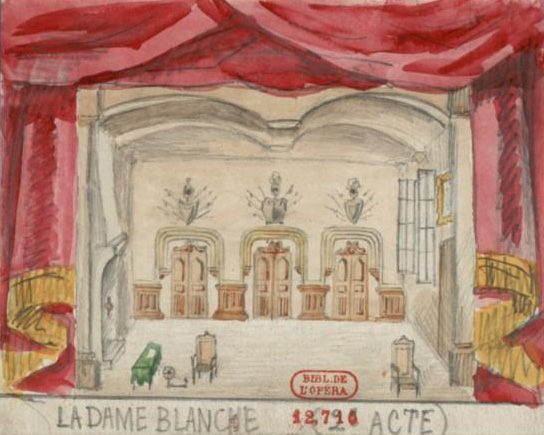
Dekoration des zweiten Akts
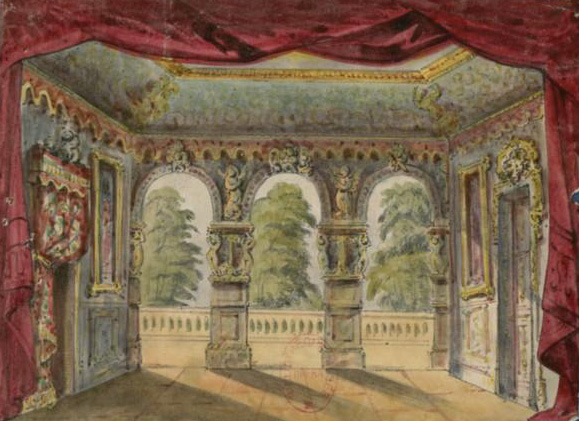
Dekoration des dritten Akts
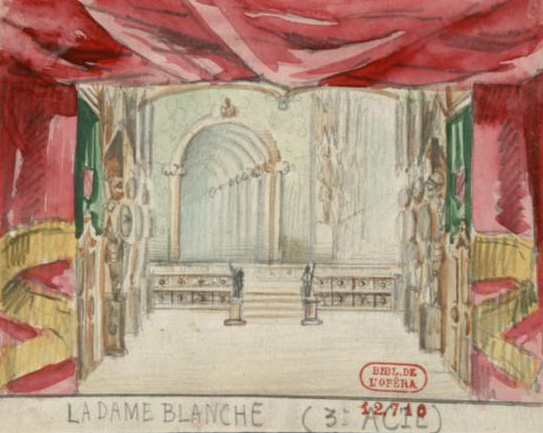
Dekoration des dritten Akts
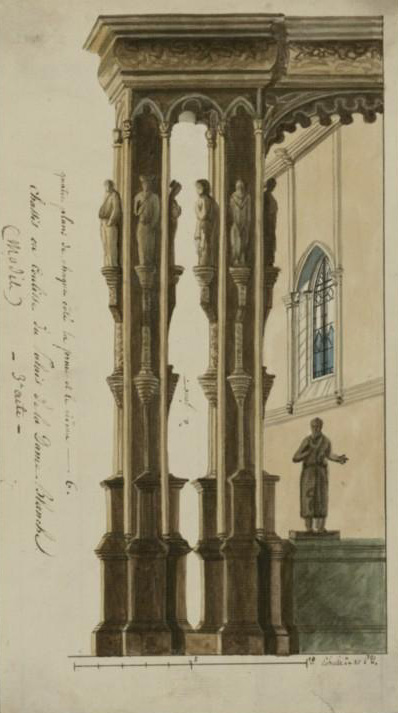
Detail der Dekoration des dritten Akts
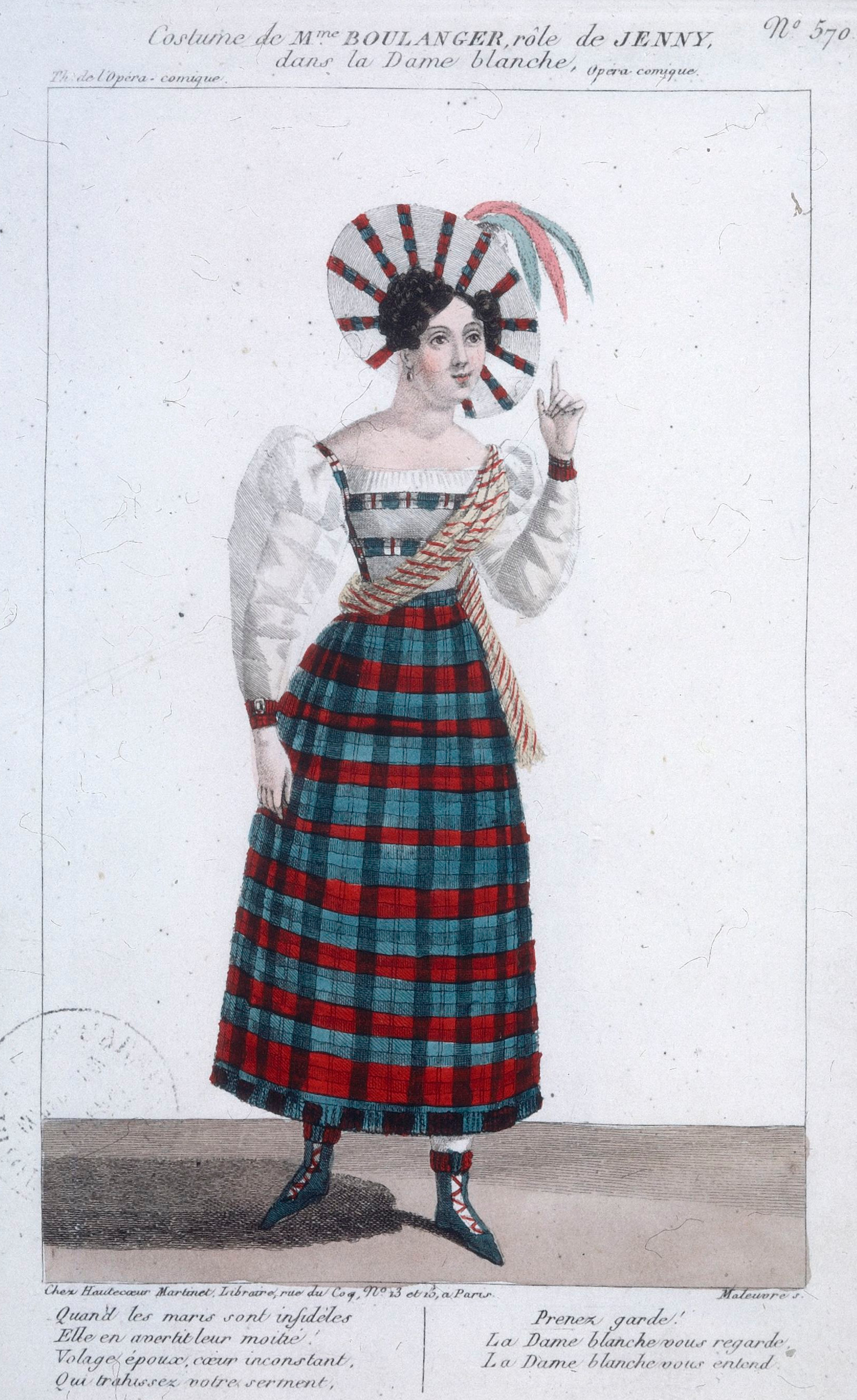
Kostüm der Jenny

## Tonträger
- 1962: Michel Sénéchal (Georges Brown), Françoise Louvay (Anna), Jane Berbié (Jenny), André Doniat (Dickson), Adrien Legros (Gaveston), Geneviève Baudoz (Marguerite) – Orchestre symphonique et Choeur de Paris, Pierre Stoll – (Accord)
- 1964: Nicolai Gedda (Georges Brown), Mimi Aarden (Anna), Sophia Van Sant (Jenny), Guus Hoekman, Erna Spoorenberg, Henk Drissen, Franz Vroons – Chor und Orchester von Hilversum Radio, Jean Fournet – (Melodram und Opera D’Oro)
- 1996: Rockwell Blake (Georges Brown), Annick Massis (Anna), Mireille Delunsch (Jenny), Jean-Paul Fouchécourt (Dickson), Laurent Naouri (Gaveston), Sylvie Brunet (Marguerite) – Choeur de Radio France und Ensemble Orchestral de Paris, Marc Minkowski – (EMI)